# Eudistoma sluiteri
Eudistoma sluiteri is een zakpijpensoort uit de familie van de Polycitoridae. De wetenschappelijke naam van de soort is voor het eerst geldig gepubliceerd in 1909 door Hartmeyer.